# Tratado Calvo-Herrán
O Tratado Calvo-Herrán foi um acordo de fronteira assinado na cidade de San José em 11 de junho de 1856 entre a República da Costa Rica e a República de Nova Granada (atual Colômbia), representadas respectivamente pelo Ministro das Relações Exteriores Joaquín Bernardo Calvo Rosales e o Ministro Plenipotenciário Pedro Alcántara Herrán.

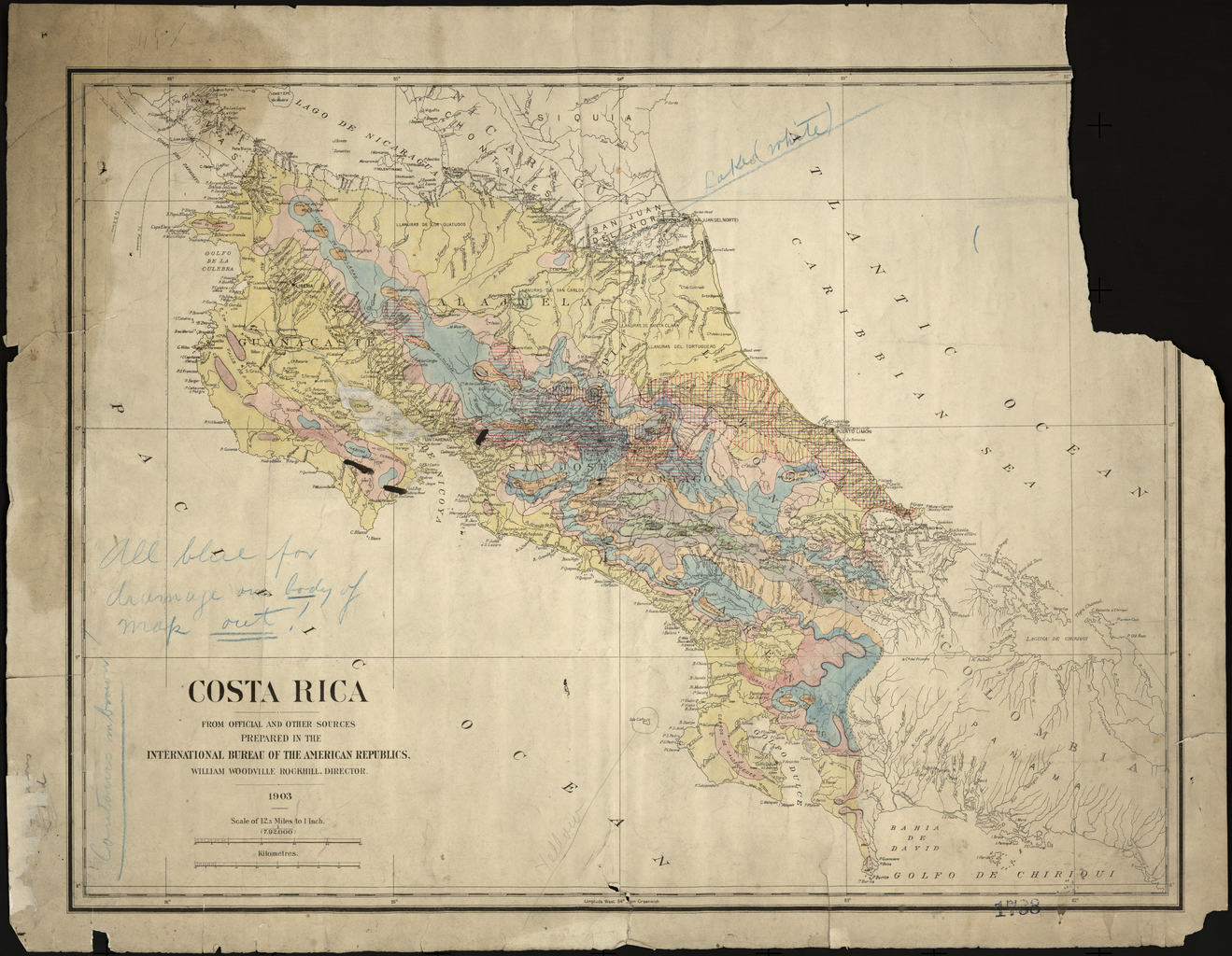
Mapa da Costa Rica de 1903, tendo a linha Calvo-Herrán como limite com a Colômbia.

O tratado em seu artigo 42 definiu o limite da seguinte maneira:
Através deste acordo, consolidou-se na encosta do Caribe o status quo criado pela chamada "usurpação colombiana das Bocas del Toro" em 1836; no Pacífico, a Costa Rica abandonou a sua tradicional reivindicação estabelecida no rio Chiriquí Viejo para fazê-la partir de Punta Burica, a oeste daquele rio, por sua vez, Nova Granada abandonou sua reivindicação sobre a Costa dos Mosquitos costarriquenha e sua reivindicação territorial estabelecida no curso dos rios Doraces (ou Dorado) no Caribe, e o Golfito que deságua no Golfo Dulce do Pacífico.
O convênio foi ratificado pela República de Nova Granada, mas com a ressalva de que o rio denominado Doraces, que marcaria o início da fronteira na encosta caribenha, seria o primeiro localizado a leste de Punta Mona, ou seja, o atual Rio Sixaola. A Costa Rica, que presumia que o rio Doraces fosse outro localizado mais a sudeste, hoje denominado Changuinola, opôs-se à interpretação da Nova Granada e o acordo nunca foi negociado.